# Запоріжжя (Комарівська сільська громада)
Запоріжжя — селище в Україні, у Комарівській сільській громаді Ніжинського району Чернігівській області. До 2020 року орган місцевого самоврядування — Красносільська сільська рада.

## Історія
1 листопада 2016 року Красносільська сільська рада, в ході децентралізації, об'єднана з Комарівською сільською громадою.
17 липня 2020 року, в результаті адміністративно-територіальної реформи та ліквідації Борзнянського району, селище увійшло до складу Ніжинського району.

## Населення

### Мова
Розподіл населення за рідною мовою за даними перепису 2001 року:
| Мова       | Кількість | Відсоток |
| ---------- | --------- | -------- |
| українська | 65        | 100%     |